# Kawchogottine
Kawchogottine (Kra-cho-go'tinne, Kha-tchô-gottiné, Katchô-Ottiné ="People of the Big Hares" ili Dwellers among the large hares), jedna od lokalnih skupina Indijanaca Zečje krzno (Kawchodinne). Petitot (1867) ih locira sjeveroistočno od Fort Good Hopea u Sjeveroistočnom teritoriju Kanada, a 1875. na izvoru rijeke Anderson, sjeverno od Velikog medvjeđeg jezera.